# Nghiêm Kế Tổ
Nghiêm Kế Tổ (1911-1968) hay Nghiêm Xuân Chí là một nhà chính trị Việt Nam, một trong những nhân vật chủ chốt của Việt Nam Quốc Dân Đảng. Ông là thứ trưởng Bộ Ngoại giao trong Chính phủ Liên hiệp Quốc Gia của Việt Nam Dân Chủ Cộng Hòa.

## Sự nghiệp
Nghiêm Kế Tổ sinh năm 1911 ở Móng Cái, Quảng Ninh.
Từ năm 1932 nhóm Lệnh Trạch Dân, Hoàng Nam Hùng, Nghiêm Xuân Chí (Nghiêm Kế Tổ), Ngô Đình Ninh, Hoàng Văn Nội, Vy Đăng Tường (Vi Chính Nam), Hoàng Quả Định và Hoàng Quốc Thọ thành lập chi nhánh Việt Nam Quốc dân Đảng tại Trung Quốc.
Ngày 15/8/1933, hai chi nhánh Vân Nam và Nam Kinh hợp nhất. Vy Đăng Tường được bầu làm Chủ tịch, Đào Chu Khải làm phó, và Nghiêm Xuân Chí (tức Nghiêm Kế Tổ), Thủ quĩ.
Tháng 10 năm 1942 tại Liễu Châu (Trung Hoa), Nguyễn Hải Thần cùng với Nghiêm Kế Tổ, Vũ Hồng Khanh, Nông Kinh Du,... sáng lập Việt Nam Cách mệnh Đồng minh Hội, gọi tắt là Việt Cách.
Ngày 28 tháng 3 năm 1944, Đại hội Việt Cách bầu ra ban chấp hành trung ương gồm có: Trương Bội Công, Trương Trung Phụng, Trần Báo, Bồ Xuân Luật, Nghiêm Kế Tổ, Lê Tùng Sơn và Trần Đình Xuyên; Hồ Chí Minh được bầu làm Ủy viên dự khuyết. Ban Giám Sát gồm 3 ủy viên Nguyễn Hải Thần, Vũ Hồng Khanh, và Nông Kính Du.
Ngày 15 tháng 12 năm 1945, ở phố Jambert, khu Ngũ Xã (Hà Nội), thực hiện nghị quyết Trùng Khánh, Mặt trận Quốc dân Đảng Việt Nam gồm 3 đảng ra công khai, với Trương Tử Anh (Đại Việt Quốc dân đảng), làm Chủ tịch, Vũ Hồng Khanh (Việt Nam Quốc dân Đảng) làm Bí thư trưởng và Nguyễn Tường Tam (Đại Việt Dân chính Đảng) làm Tổng Thư ký. Phần chỉ huy tối cao bí mật có: Trương Tử Anh, Nguyễn Tiến Hỷ, Vũ Hồng Khanh, Nghiêm Kế Tổ và Nguyễn Tường Tam.
Ngày 20 tháng 1 năm 1946, Nguyễn Tường Tam và Nghiêm Kế Tổ từ Trùng Khánh về Việt Nam thông báo về cuộc đàm phán Hoa - Pháp khiến nội bộ Việt Quốc tranh luận căng thẳng về hành động tiếp theo khi Trung Quốc rút quân khỏi miền Bắc Việt Nam.
Ngày 2 tháng 3 năm 1946, Chính phủ Liên hiệp Quốc Gia của Việt Nam Dân Chủ Cộng Hòa được thành lập, Nghiêm Kế Tổ giữ chức thứ trưởng Bộ Ngoại giao.
Ngày 16 tháng 3 năm 1946, cựu hoàng Bảo Đại cùng Nghiêm Kế Tổ (Việt Nam Quốc dân đảng, Thứ trưởng Ngoại giao), Nguyễn Công Truyền (đại biểu Việt Minh, uỷ viên tuyên truyền thuộc Ủy ban nhân dân Bắc Bộ), Hà Phú Hương (đại biểu Đảng Dân chủ Việt Nam thuộc Việt Minh, uỷ viên tuyên truyền thuộc Ủy ban nhân dân Trung Bộ) được cử tham gia phái đoàn Việt Nam Dân chủ Cộng hòa sang Trùng Khánh thăm viếng Trung Hoa.
Ngày 12/7/1946,  Việt Nam Công an vụ thực hiện phá vụ án phố Ôn Như Hầu, Việt Nam Quốc Dân Đảng và Việt Cách bị đàn áp và tan rã.
Cuối tháng 12/1946, Tổ bị bắt ở Hải Phòng với một thông hành Trung Hoa, và sau đó được phóng thích và sang Trung Quốc tiếp tục hoạt động.
Đầu năm 1952, các phe nhóm Việt Nam Quốc Dân Đảng hợp nhất, và hợp tác với chính phủ Nguyễn Văn Tâm, Nghiêm Kế Tổ được cử làm đại diện Bắc Việt trong Hội Đồng Quốc Gia Lâm Thời.

## Tác phẩm
Ông là tác giả cuốn Việt Nam Máu Lửa, Nhà Xuất bản Mai Lĩnh, 1954.